# Synagoge (Rottweil)

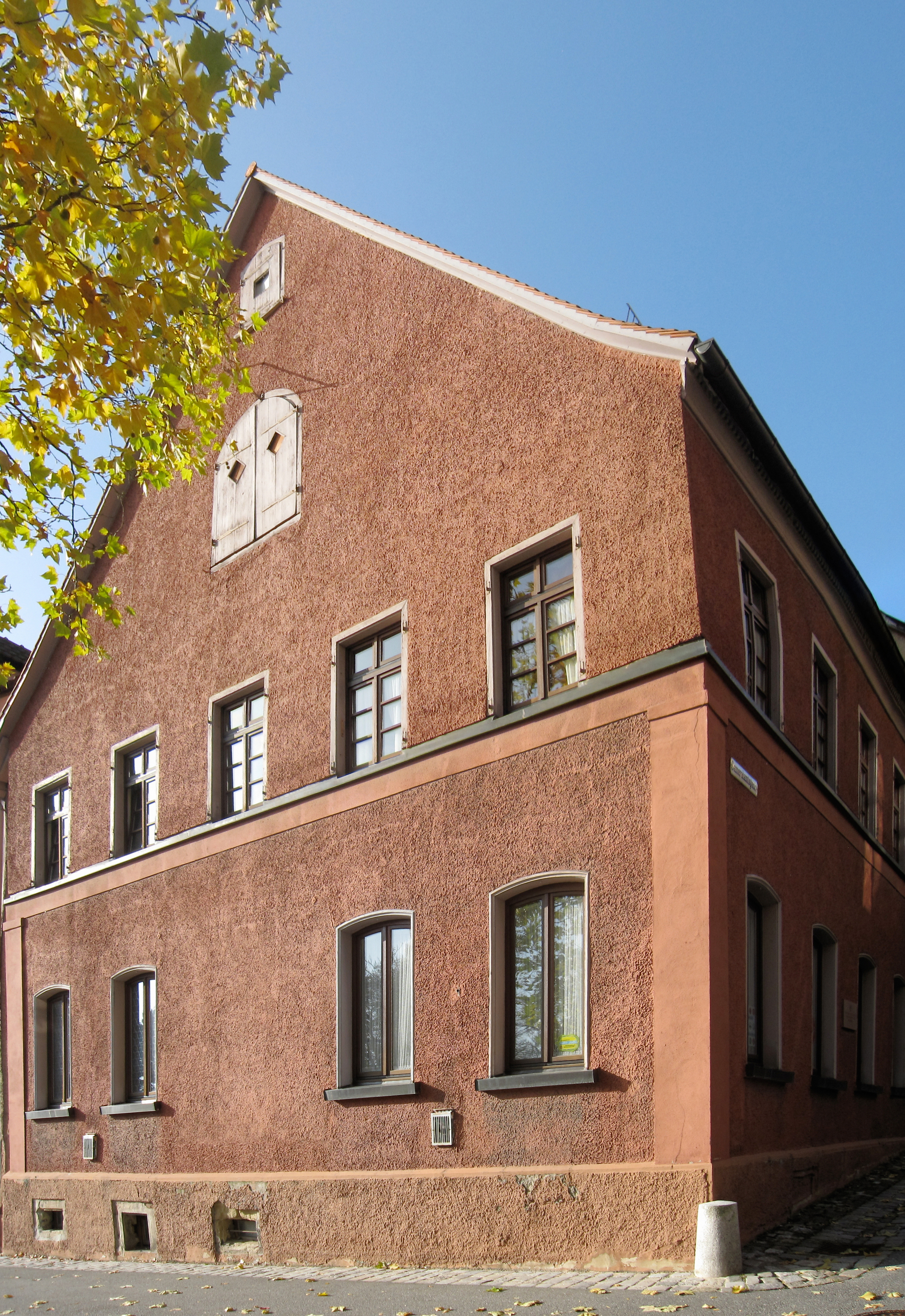
Synagoge in Rottweil

Die Synagoge in Rottweil, der Kreisstadt des Landkreises Rottweil in Baden-Württemberg, wurde 1861 eingerichtet. Die profanierte Synagoge steht in der Kameralamtsgasse 6, der ehemaligen Judengasse, nahe der Kapellenkirche, unmittelbar neben dem Bischöflichem Konvikt und gegenüber dem alten Kameralamt – früher Johanniterkommende.

## Synagogenbau des Mittelalters, rituelle Bäder in Mittelalter und 19. Jahrhundert

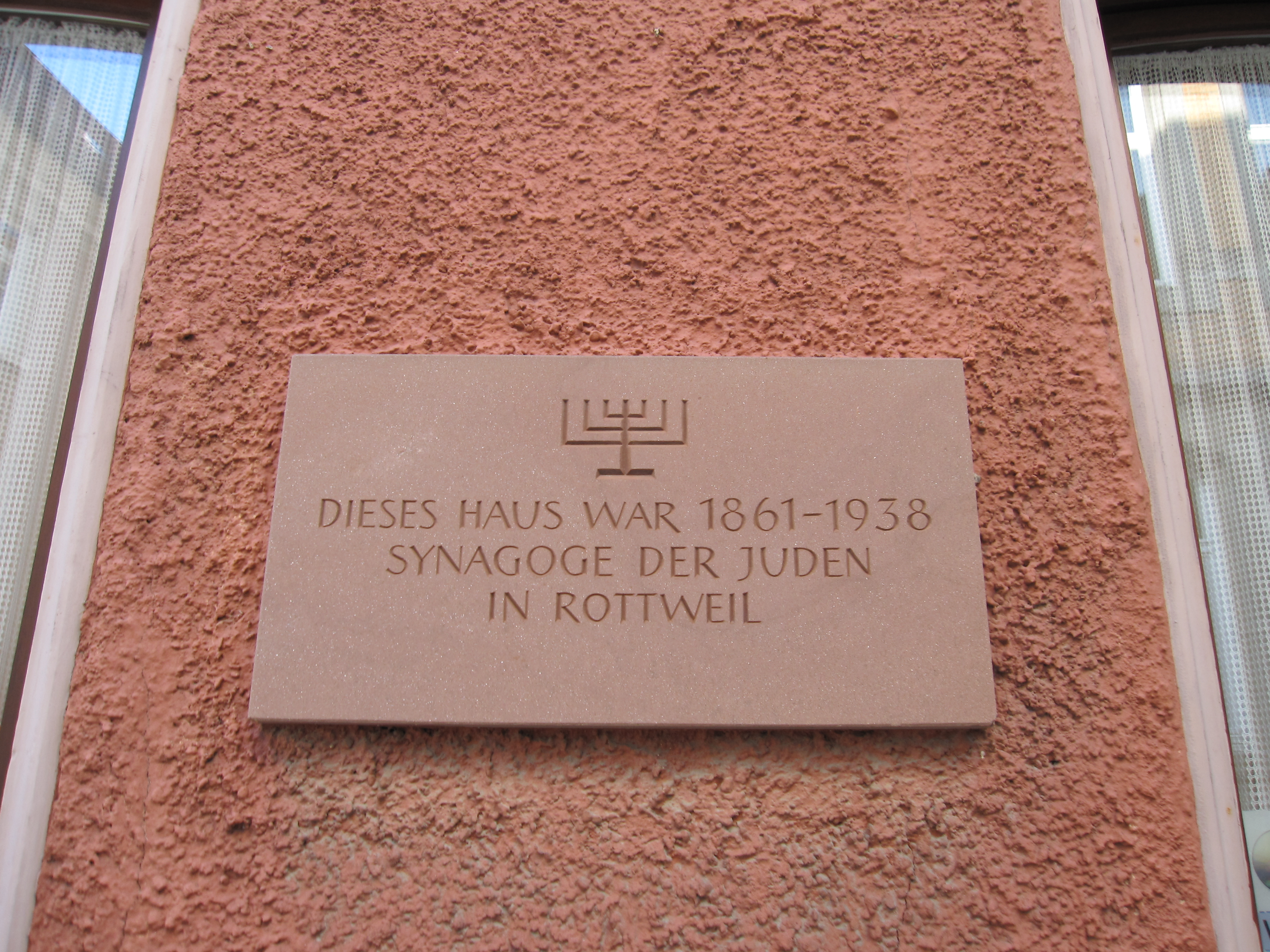
Gedenktafel

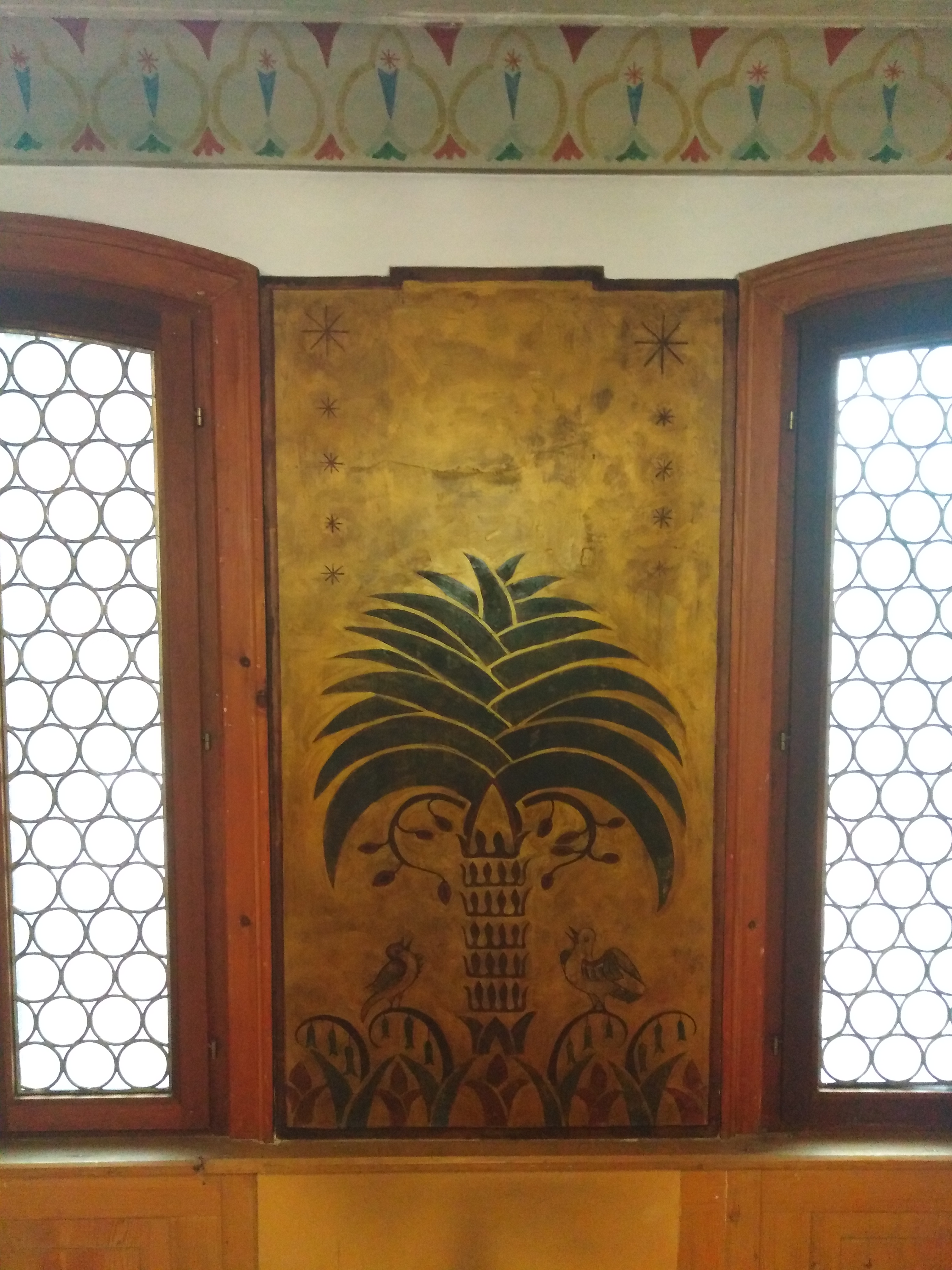
Wandmalerei Palme des Gerechten (Ps 92,13)

Die ortsgeschichtliche Literatur kann eine Synagoge der frühen Judengemeinde, deren Ende mit der Judenverfolgung von 1349 für Rottweil angenommen wird, nicht lokalisieren. Bereits 1315 soll jedoch der heutige Lorenzort als Judenort bezeichnet worden sein. Eine mittelalterliche Judengasse und eine Judenschule sind im Urkundenbuch der Zisterzienserabtei Salem und der Stadt Rottweil für 1355 belegt. Von einer Rückkehr von Juden im 15. Jahrhundert kann ausgegangen werden. Auch während des Dreißigjährigen Kriegs waren Juden in Rottweil ansässig. Ein Judenbad – für die erste Rottweiler Judengemeinde im Bereich des Lorenzorts vermutet – ist auf einem ersten Brouillon im Zuge der Landesvermessung beim Haus des Badwirts Spreng Ecke Johannser- bzw. Grafengasse unweit der Synagoge des 19. Jahrhunderts nachweisbar. Auf der endgültigen Stadtkarte fehlt ein Nachweis, nach Angabe des Archäologischen Stadtkatasters Baden-Württemberg wurde es bereits 1842 wieder abgebrochen. 1 Nach Robert Klein waren „die Juden hier [1838] bereit, ihr Badhaus zu verkaufen; die Stadt hat im Sinne, es zu erwerben, um ein städtisches Waschhaus einzurichten.“

## Erwerb eines eigenen Synagogenbaus im 19. Jahrhundert (1861/65)

### Voraussetzungen und Übergangslösungen in Privathäusern
Die jüngere Israelitische Gemeinde Rottweil war 1806 als Filialgemeinde von Mühringen gegründet worden. 1813 baten die Juden der Stadt König Friedrich von Württemberg erfolglos darum, ihnen die zur ehemaligen Kommende des Johanniterordens gehörende Kirche des heiligen Johannes des Täufers zu überlassen, um dort eine Synagoge einzurichten.
Die Voraussetzungen für den Erwerb einer eigenen Synagoge und die Gründung einer selbständigen Israelitischen Gemeinde wurden erst allmählich geschaffen. Eine dieser Voraussetzungen war das Gesetz betreffend der Verhältnisse der israelitischen Glaubensgenossen vom 25. April 1828, das die Wende vom Schutzjudentum zum jüdischen Untertanen herbeiführte. Mit diesem Gesetz wurde die jüdische Religion staatlich anerkannt. Es dauerte noch Jahrzehnte, bis der Synagogenbauverein in Rottweil 1861 in der unmittelbaren Nachbarschaft des ehemaligen Komutureigebäudes der Johanniterkommende das Gebäude des damaligen Besitzers und ehemaligen Stadtschultheißen Rapp erwarb. Dort wurde noch im selben Jahr für den Gottesdienst im Erdgeschoss ein Betsaal eingerichtet. Erst 1865, nach der Erlangung der bürgerlichen Rechtsgleichheit in Württemberg, übernahm die Israelitische Kirchengemeinde das zuvor mietsweise überlassene Haus für 3235 Gulden.
Nach Klein/Kampitsch und Rose bestand eine Synagoge zunächst im Privathaus des 1806 nach Rottweil zuziehenden Moses Kaz – heute Hauptstr. 29, in bevorzugter Lage am Rathaus. Er war bereits in Mühringen Schutzjude gewesen und erhielt 1803 von Herzog Friedrich II. einen Schutzbrief für Rottweil. Es war ihm gelungen, von Mühringen aus seine Geschäfte als Lieferant und Bankier nach Rottweil auszudehnen. Als eines seiner größten Verdienste gilt die Rettung Rottweils vor der Zerstörung napoleonischer Truppen im Jahr 1799, als Kirchen und Stände sich gezwungen sahen, ihr Silberzeug zu veräußern, um eine Bargeldforderung zu erfüllen. Vor allem sein Reichtum hatte es ihm ermöglicht, sich in Rottweil niederzulassen und wirtschaftlich auf einer Ebene mit der städtischen Oberschicht zu stehen. Sein Familienname weist jedoch auf die Zugehörigkeit zu den Kohen Zedek (vgl. auch Zadok), aus deren Anagramm KaZ sein Name gebildet ist. Sie übten als Angehörige des Priesterstamms im Gottesdienst besondere Funktionen aus.

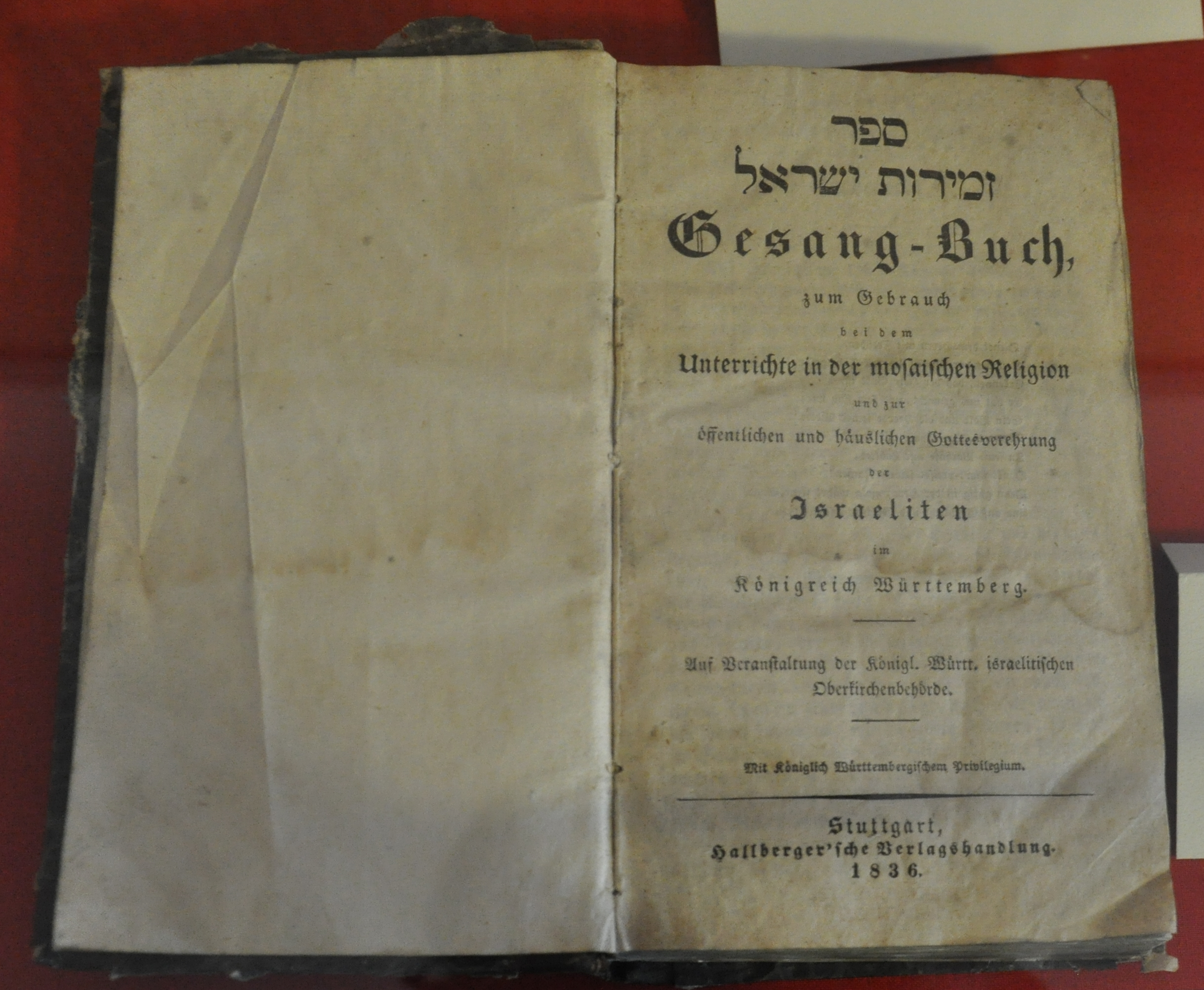
Jüdisches Gesangbuch Rottweil 1861

So ist es nicht erstaunlich, dass er im eigenen Haus eine Synagoge einrichtete, in der ihm Torarollen und liturgische Geräte gehörten. Er gilt deswegen nach Klein als Begründer der sich im 19. Jahrhundert neu ansiedelnden Judengemeinde.
Nach dem Konkurs des angesehenen Kaz – nach Kriegs- und Hungerjahren – ging dieses Eigentum 1822 an Abraham Bernheimer über. Dieser verkaufte es 1822 an die jüdische Gemeinde und legte unter anderem fest, dass „…der Eigentümer des Hauses, obschon er das Bethaus unentgeltlich in seinem Haus hat, nicht nur keinem hiesigen, sondern auch keinem fremden Israelit das Kirchengehen untersagen [kann].“ Seit 1822 war ein Raum im Bernheimschen Haus – heute Gasthaus Becher – als Betsaal angemietet. 1849 wurde im gegenüber liegenden Gasthaus Krone – heute Hochbrücktorstr. 16 – ein Raum zur Abhaltung jüdischer Gottesdienste eingerichtet. Kronenwirt Heß suchte im selben Jahr mit anderen Rottweiler Juden, wie etwa Degginger und später Joseph Maier Rothschild, um Bürgeraufnahme nach.
Die Einführung des Gebetbuchs von Abraham Geiger (1810–1874) im Jahr 1874 beweist, dass die Israelitische Gemeinde Rottweil den reformierten Ritus übernahm.

### Beschreibung des Betsaals nach Silberstein

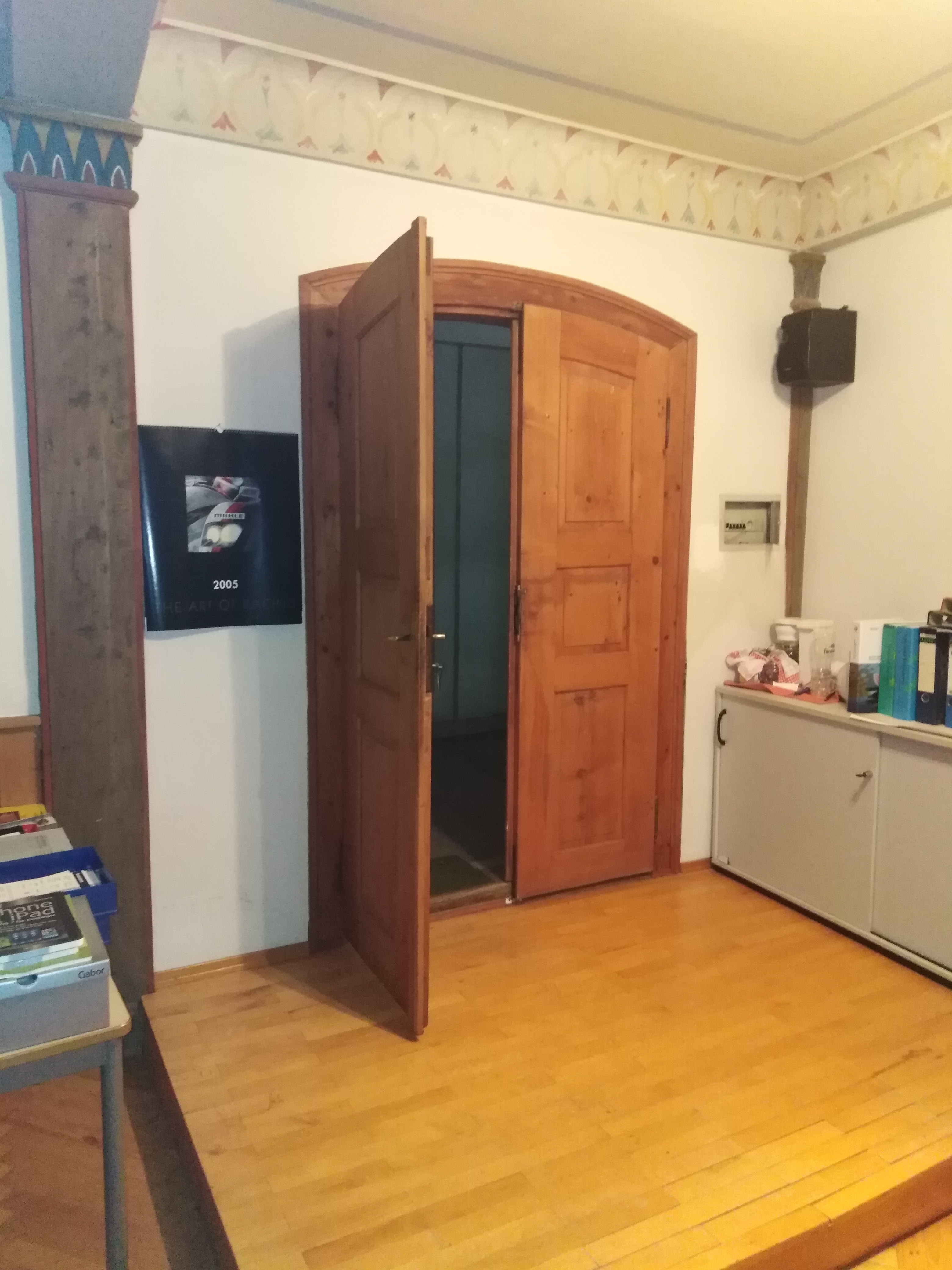
Eingang zur alten Synagoge

Eine Beschreibung des Betsaals der Filiale Mühringen Rottweil gibt Bezirksrabbiner Michael Silberstein 1875 in seiner Historisch-topographischen Beschreibung des Rabbinatsbezirks Mühringen:

„Die Filial Rottweil hat einen Betsaal in dem unteren Teile des von ihm angekauften Hauses. Derselbe, wenngleich einfach, doch recht geschmackvoll eingerichtet, hat seinen Eingang an der Westseite. Links vom Eingange sind Subsellien 2 für die Männer, rechts für die Frauen. Auf der Ostseite befindet sich die Heilige Lade und vor dieser die Kanzel. An dieselbe schließt sich der Vorbetertisch an, hinter welchem sich einige Plätze für die männlichen Sänger befinden, derart, dass bis zum Ausgange noch ein ziemlich großer freier Platz bleibt. Für die Sängerinnen befinden sich die Plätze zu beiden Seiten der Heiligen Lade.“

## Die Synagoge im 20. Jahrhundert
In den 1920er Jahren wurde das gesamte Gebäude renoviert.

### Zerstörung der Synagoge im Novemberpogrom
Beim Novemberpogrom 1938 wurde der Betsaal von SA-Männern demoliert. Die Torarollen, der Toraschrein und alle anderen Einrichtungsgegenstände wurden auf der Straße vor der Synagoge verbrannt. Die Gedenktafeln mit den Namen der jüdischen Gefallenen im Ersten Weltkrieg wurden zerstört. Am 13. Dezember 1938 verkaufte die „Israelitische Kirchengemeinde in Rottweil“ die Synagoge mit Lehrerwohnung auf dem Wege der Zwangskonfiskation an Wilhelm Ziefle, Kaufmann in Rottweil. § 5 des Kaufvertrags räumte Wilhelm Wälder, jüdischem Kaufmann in Rottweil, bis zu dessen Auswanderung, längstens jedoch bis zum 31. Dezember 1939 im I. Stock der Wohnung ein Mietrecht ein.
Seine Frau Emilie Wälder schildert im Rahmen eines Wiedergutmachungsantrags als Augenzeugin die Ereignisse der Pogromnacht, das Ausmaß der Verwüstung von Wohnung und Synagoge, die vorübergehende Inhaftierung ihres Mannes im KZ Dachau sowie die tägliche Angst vor Deportation seit Herbst 1940, als bekannt wurde, dass die badischen und württembergischen Juden in der Wagner-Bürckel-Aktion in das Lager Camp de Gurs nach Südfrankreich deportiert werden. Wilhelm und Emilie Wälder, verw. Rosinus (geb. Reinheimer) gelang im Mai 1941 von Stuttgart aus die Emigration.

### Inschrift der von der SA zerstörten Gedenktafeln
Erste Tafel
Zweite Tafel
Im Felde: Augsburger, Fritz; Bermann, Ferdinand; Bloch Max; Blochert, Max; Geismar, Ludwig; Heß, Alfred; Preuß, David; Röder, Adolf; Röder, Julius; Rosenstiel, Julius; Rothschild, Ernst; Rothschild, Max; Rothschild, Wilhelm; Schwarz, Julius; Wälder, Max.
In der Heimat: Adler, Julius; Augsburger, Hermann; Eppstein, Gustav; Geismar, Albert; Heß, Julius, Dr. med.; Landauer, Josef; Schwarz, Fritz; Singer, Arthur; Singer, Rudolf; Steinharter, Julius; Wälder, Hugo; Wälder, Wilhelm.
(nach Klein/Kampitsch)

### Nutzung und Erhalt der entweihten Synagoge nach 1945
Nach 1945 diente das Gebäude als Wohn- und Geschäftshaus. Der Betsaal wurde 1979–81 vom Stadtjugendring restauriert. Dabei entdeckten die Jugendlichen Reste von Bemalungen. Während der Restaurierungsarbeiten wurden Kapitelle der Säulen und Halbsäulen, farbige Einfassungen an den Lampen und in der südlichen Achse eine Wandmalerei mit der Abbildung der Palme des Gerechten freigelegt (Ps 92,13 Der Gerechte sprießt wie die Palme). Den unteren Bildrand zieren Pflanzenornamente; auf dem Blattstängel der Salomonssiegel jubilieren Vögel. Der obere Bildrand ist links und rechts mit Sternen gesäumt.

## Neubau am Nägelesgraben durch die Israelitische Kultusgemeinde 2016
Am 20. März 2016 wurde in Rottweil der Grundstein für den Neubau einer Synagoge gelegt. Dieser Stein stammt – nach den Worten des Oberratsvorsitzenden der Israelitischen Religionsgemeinschaft Baden, Rami Suleiman – vom Tempelberg in Jerusalem und stelle etwas Außergewöhnliches dar; er stamme direkt von dem Ort, an dem bis zur Zerstörung der Tempel Salomos stand und wurde so in die Wand eingefasst, dass er für die Gemeindemitglieder fassbar bleibt. Er symbolisiere die Verbindung nach Israel und erinnere die Gemeindemitglieder an den Zufluchtsort in Zeiten der Not.
Am 19. Februar 2017 wurde die Torarolle feierlich in die neue Synagoge überführt.